# Proton Színház
A Proton Színház 2009-ben alakult, elsősorban a film- és színházrendező Mundruczó Kornél független színházi produkcióinak szervezését és menedzselését végzi.

## A színház
A Proton Színházat Mundruczó Kornél és  Büki Dóra alapította 2009-ben.
Mundruczó Kornél első meghatározó színházi rendezése a 2004-ben bemutatott Nibelung-lakópark volt. Térey János kortárs epikus trilógiáját a Krétakör Színház csapatával vitte színre. Az együttműködés folytatásaként jött létre 2006-ban A jég című előadás, mely Vlagyimir Szorokin regényének színpadi adaptációja volt. Mundruczó Kornél ezen munkák során fejlesztette ki egyedi munkamódszerét, melyet a Proton Színház alapító előadásában, az eredetileg a Bárka Színházban készült Frankenstein-terv esetében is alkalmazott. Az előadások sikeres fogadtatását követően kialakult benne az igény egy olyan „hely” iránt, ahol saját csapatával teljesen szabadon dolgozhat, ezért színházi producerével egy szervezet alapítása mellett döntött, hogy biztosított legyen előadásainak utóélete is.
2009 óta Büki Dóra vezeti a színházat, melynek működési struktúráját is ő dolgozta ki. A Proton Színház „virtuális” társulatának tagjai között olyan alkotók dolgoznak, mint Monori Lili, Láng Annamária, Tóth Orsi, Wéber Kata, Bánki Gergely, Derzsi János, Katona László, Rába Roland vagy Szemenyei János. Mundruczó Kornél munkamódszerében mondhatni visszatér a 20. század elejére, ahol a rendező szerepe kevésbé meghatározó, mint a 21. századi rendezői színházban – saját szavaival így fogalmazott 2012-ben: „…kérek valamit, amin ők is alakítanak, aztán azt együtt tovább görgetjük, ezért végül mindannyiunké lesz. Nem elvárás, hogy valaki jól improvizáljon, a lényeg, hogy a személyiségét ne dobja le a színpadon”.
A Proton Színház előadásait főként nemzetközi koprodukciókban készíti. Színdarabjai 2020-ig több mint 110 fesztiválon és színházban vendégszerepeltek. 2017-ben a Látszatélet című előadásukban végzett kiemelkedő rendezői munkájáért Mundruczó Kornélt Faust-díjra jelölték. A jelentős színházi díj történetében először került nem német színházi produkció a jelöltek közé.
A művészeti vezető rendezte darabok mellett a színház teret kíván adni a társulati tagok ötleteinek megvalósítására is. Így született a Rába Roland rendezésében készült Utolsó; a Bánki Gergely rendezte 1 link és Szemenyei János Vackor nyomában című családi musicalje.

## Előadások

### A hét főbűn/Motherland
Mundruczó Kornél rendezése Brecht A hét főbűnjét Wéber Kata Motherland című drámájával ötvözte, amely a kapitalista kizsákmányolást és a hatalomgyakorlást egy 21. század elejei család példáján keresztül mutatta be.
| Rendező                 | Mundruczó Kornél                            |
| Bemutató ideje és helye | 2020. július 16. Theater Freiburg, Freiburg |
| Koprodukciós partnerek  | Theater Freiburg                            |
| Szerző                  | Bertolt Brecht/Wéber Kata                   |

### Evolúció
Ligeti György Requiem című művét alapul véve Mundruczó Kornél és a Proton Színház ősbemutatója koncert és színház mezsgyéjén az ismétlődés témáját járta körbe.
| Rendező                 | Mundruczó Kornél                          |
| Bemutató ideje és helye | 2019. szeptember 5. Ruhrtriennale, Bochum |
| Koprodukciós partnerek  | Ruhrtriennale                             |
| Szerző                  | Ligeti György, Wéber Kata                 |

Vendégszereplések
- Ruhrtriennale 2019. Bochum, Németország[9]

### Medúza tutaja

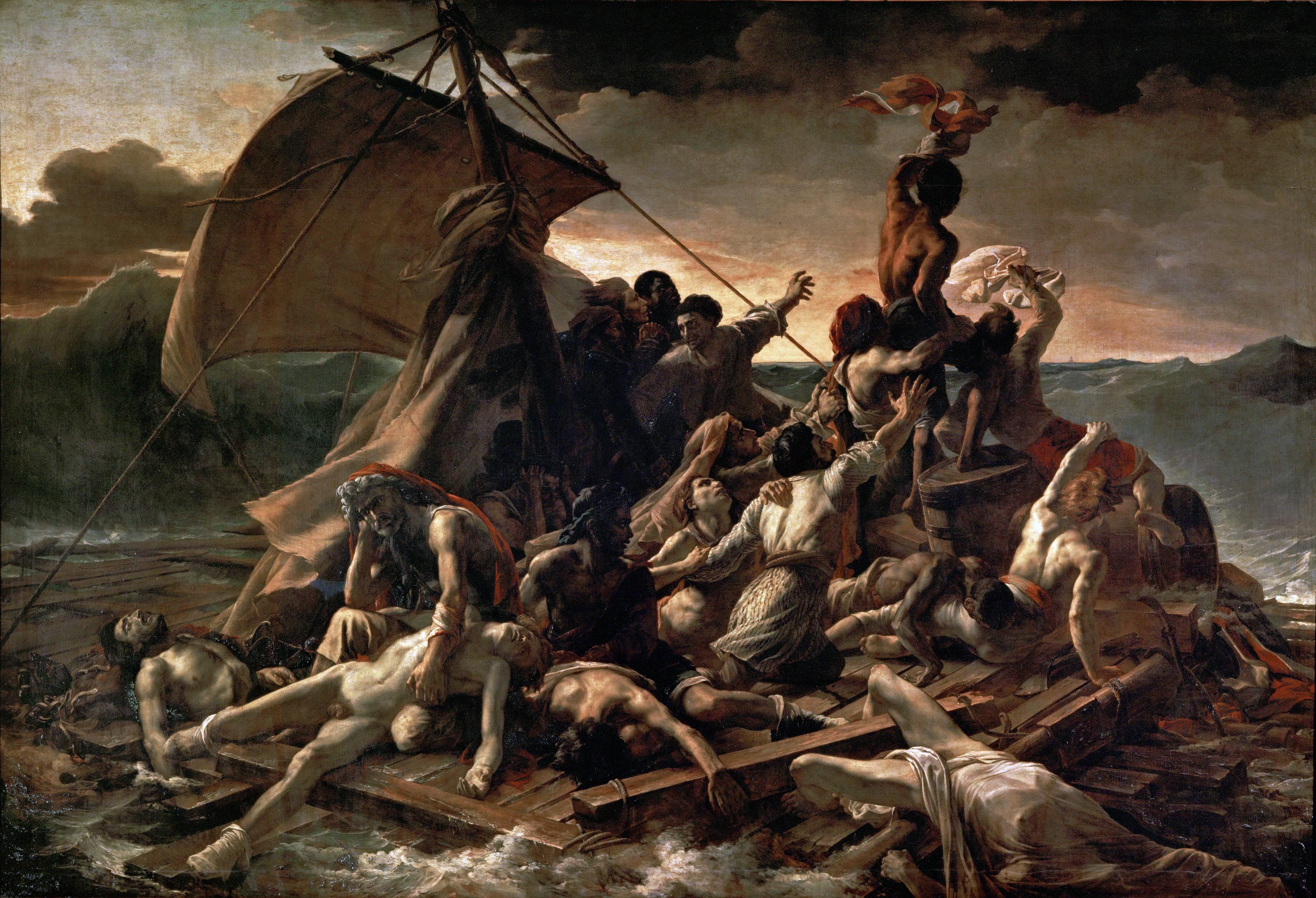
Théodore Géricault francia festő alkotása

Hans Werner Henze Medúza tutaja című oratóriumát Théodore Géricault 1819-ben készült azonos című világhírű festménye ihlette. Mundruczó Kornél rendezésben a Proton Színház installációja egy különleges perspektívában kívánta megmutatni a Medúza tutajának általános érvényű, korokat áthidaló történetét.
| Rendező                 | Mundruczó Kornél                          |
| Bemutató ideje és helye | 2018. augusztus 31. Ruhrtriennale, Bochum |
| Koprodukciós partnerek  | Ruhrtriennale                             |
| Szerző                  | Hans Werner Henze                         |

Vendégszereplések
- Ruhrtriennale 2018. Bochum, Németország[12]

### Vackor nyomában
| Rendező                 | Szemenyei János                                           |
| Bemutató ideje és helye | 2017. december 16. Madách Színház Madách Stúdió, Budapest |
| Koprodukciós partnerek  |                                                           |
| Szerző                  | Kormos István, Bánki Gergely, Szemenyei János             |

Vendégszereplések

### Látszatélet
| Rendező                 | Mundruczó Kornél |
| Bemutató ideje és helye | 2016. április 27. Trafó Kortárs Művészetek Háza, Budapest (ősbemutató) |
| Koprodukciós partnerek  | Bécsi Ünnepi Hetek, Ausztria Theater Oberhausen, Németország La Rose des Vents, Lille, Franciaország Maillon, Théâtre de Strasbourg / Scène européenne, Franciaország Trafó Kortárs Művészetek Háza, Budapest Hebbel HAU Hebbel am Ufer, Berlin, Németország HELLERAU - European Center for the Arts, Drezda, Németország Wiesbaden Biennale, Németország |
| Szerző                  | Wéber Kata |

Vendégszereplések
- Bécsi Ünnepi Hetek 2016. Bécs, Ausztria
- Theater Oberhausen 2016. Németország
- Wiesbaden Biennale 2016. Németország
- HELLERAU - European Center for the Arts 2016. Drezda, Németország
- HAU Hebbel am Ufer 2016. Berlin, Németország
- NEXT Fesztivál 2016. Lille, Franciaország
- Platonov Művészeti Fesztivál 2017. Voronyezs, Oroszország
- XVII. Pécsi Országos Színházi Találkozó 2017.
- Boulevard Színházi Fesztivál 2017. Hertogenbosch, Hollandia
- Zürcher Theater Spektakel 2017. Svájc
- Baltic House Fesztivál 2017. Szentpétervár, Oroszország
- Sirenos Fesztivál 2017. Vilnius, Litvánia
- Spring in Autumn 2017. Utrecht, Hollandia
- Łaźnia Nowa Teatr 2017. Krakkó, Lengyelország
- TR Warszawa 2017. Varsó, Lengyelország
- dunaPart4 – Kortárs Előadóművészeti Platform 2017. Budapest
- Lessingtage 2018. Thalia Theater Hamburg, Németország
- MC93 2018. Bobigny, Franciaország
- Théâtre de Vidy 2018. Lausanne, Svájc
- Maillon 2018. Strasbourg, Franciaország
- Alkantara Fesztivál 2018. Lisszabon, Portugália
- Athén Fesztivál 2018. Görögország
- Theaterfestival Basel 2018. Svájc
- 26. Nemzetközi Színházi Fesztivál 2018. Pilzen, Csehország
- CDN Orléans 2018. Franciaország
- VIE Fesztivál 2019. Bologna, Olaszország
- MESS Nemzetközi Színházi Fesztivál 2019. Szarajevó, Bosznia-Hercegovina
- FIT Fesztivál 2019. Lugano, Svájc

Díjak
- A legjobb díszlet: Ágh Márton – Színházi Kritikusok Céhe[17]
- Legjobb írói és dramaturgi munka: Wéber Kata és Boronkay Soma – XVII. Pécsi Országos Színházi Találkozó 2017.
- Legjobb díszlet: Ágh Márton – XVII. Pécsi Országos Színházi Találkozó 2017.
- Közönségdíj – Baltic House Fesztivál 2017. Szentpétervár, Oroszország[18]

### Winterreise
| Rendező                 | Mundruczó Kornél                                                                                   |
| Bemutató ideje és helye | 2015. október 3. Budapest Music Center                                                             |
| Koprodukciós partnerek  | CAFé Budapest Kortárs Művészeti Fesztivál Óbudai Danubia Zenekar FILC - Fischer Iván Lakásszínháza |
| Szerző                  | Franz Schubert, Hans Zender                                                                        |

Vendégszereplések

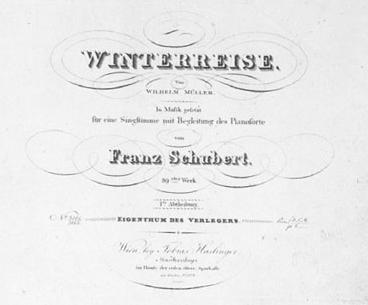
Schubert művének első kiadása

- „Fremd bin ich...” Komolyzenei Fesztivál – Mousonturm 2017. Frankfurt am Main, Németország[20]
- HAU Hebbel am Ufer 2017. Berlin, Németország
- HELLERAU - European Center for the Arts 2018. Drezda, Németország
- Bécsi Ünnepi Hetek 2018. Bécs, Ausztria
- Mittelfest 2018. Cividale del Friuli, Olaszország
- Maillon 2019. Strasbourg, Franciaország

### 1 link
2019. januárjától a Katona József Színház Sufnija adott otthont az álnéven publikáló író díjnyertes cyberregényéből készült előadásnak.
| Rendező                 | Bánki Gergely                                                        |
| Bemutató ideje és helye | 2015. május 25. Trafó Kortárs Művészetek Háza, Budapest (ősbemutató) |
| Koprodukciós partnerek  | Trafó Kortárs Művészetek Háza                                        |
| Szerző                  | Jake Smiles                                                          |

Vendégszereplések
- Pécsi Nemzeti Színház 2016.

### Utolsó
| Rendező                 | Rába Roland                                                               |
| Bemutató ideje és helye | 2014. szeptember 11. Trafó Kortárs Művészetek Háza, Budapest (ősbemutató) |
| Koprodukciós partnerek  | Trafó Kortárs Művészetek Háza                                             |
| Szerző                  | a társulat improvizációinak felhasználásával Rába Roland                  |

Vendégszereplések
- Pécsi Nemzeti Színház 2015.
- Jászai Mari Színház, Tatabánya 2016.
- Szegedi Nemzeti Színház 2017.

### Demencia
| Rendező                 | Mundruczó Kornél |
| Bemutató ideje és helye | 2013. október 15. Trafó Kortárs Művészetek Háza, Budapest (ősbemutató) |
| Koprodukciós partnerek  | HAU Hebbel am Ufer, Berlin, Németország Théâtre National de Bordeaux en Aquitaine, Franciaország HELLERAU - European Center for the Arts, Drezda, Németország Trafó Kortárs Művészetek Háza, Budapest Festival De Keuze/Rotterdamse Schouwburg, Hollandia Noorderzon Performing Arts Festival, Groningen, Hollandia SPIELART Fesztivál, München, Németország Festival Automne en Normandie, Rouen, Franciaország Maria Matos Teatro Municipal, Lisszabon, Portugália Mousonturm, Frankfurt am Main, Németország Kunstenfestivaldesarts, Brüsszel, Belgium |
| Szerző                  | Mundruczó Kornél, Wéber Kata |

Vendégszereplések
- SPIELART Fesztivál 2013. München, Németország
- Novart Fesztivál 2013. Théâtre National de Bordeaux en Aquitaine, Franciaország
- HELLERAU - European Center for the Arts 2014. Drezda, Németország
- HAU Hebbel am Ufer 2014. Berlin, Németország
- Maria Matos Teatro Municipal 2014. Lisszabon, Portugália
- Új Dráma Fesztivál 2014. Pozsony, Szlovákia
- Neue Stücke aus Europa 2014. Mousonturm, Frankfurt am Main, Németország
- Noorderzon Performing Arts Festival 2014. Groningen, Hollandia
- Festival De Keuze 2014. Rotterdamse Schouwburg, Hollandia
- Baltic House Fesztivál 2014. Szentpétervár, Oroszország
- NET Fesztivál 2014. Moszkva, Oroszország
- Automne en Normandie 2014. Evreux, Franciaország
- NEXT Fesztivál 2014. Lille, Franciaország
- Nervöse Systeme 2014. Schauspielhaus Zürich, Svájc
- Lessingtage 2015. Thalia Theater, Hamburg, Németország
- dunaPart3 – Kortárs Előadóművészeti Platform 2015. Budapest
- Szingapúri Nemzetközi Művészeti Fesztivál 2015. Szingapúr
- TEATR Nemzetközi Színházi Fórum 2016. Minszk, Fehéroroszország
- Brnói Világszínház 2017. Csehország

Díjak
- Kritikusok Díja – Baltic House Fesztivál 2014. Szentpétervár, Oroszország[29]

### Szégyen
| Rendező                 | Mundruczó Kornél |
| Bemutató ideje és helye | 2012. május 17. Bécsi Ünnepi Hetek, Bécs |
| Koprodukciós partnerek  | Bécsi Ünnepi Hetek, Ausztria Festival d’Avignon, Franciaország KunstenFestivalDesArts, Brüsszel, Belgium Trafó Kortárs Művészetek Háza, Budapest Malta Fesztivál, Poznan, Lengyelország HAU Hebbel am Ufer, Berlin, Németország Romaeuropa Fesztivál, Róma, Olaszország |
| Szerző                  | J.M. Coetzee |

Vendégszereplések
- Bécsi Ünnepi Hetek 2012. Bécs, Ausztria
- KunstenFestivalDesArts 2012. Brüsszel, Belgium
- Malta Fesztivál 2012. Poznan, Lengyelország
- Festival d’Avignon 2012. Franciaország
- HAU Hebbel am Ufer 2012. Berlin, Németország
- Romaeuropa Fesztivál 2012. Róma, Olaszország
- Hungarian Showcase 2013. Budapest
- Pécsi Nemzeti Színház 2013.
- XIII. Pécsi Országos Színházi Találkozó 2013.
- Tampere Színházi Fesztivál 2013. Finnország
- Züricher Theater Spektakel 2013. Svájc
- Maillon 2014. Strasbourg, Franciaország
- NEXT Fesztivál 2015. Lille, Franciaország
- Mousonturm 2015. Frankfurt, Németország
- 24. Nemzetközi Színházi Fesztivál 2016. Pilsen, Csehország

Díjak
- Legjobb rendezés: Mundruczó Kornél – XIII. Pécsi Országos Színházi Találkozó 2013.[31]
- Legjobb díszlet: Ágh Márton – XIII. Pécsi Országos Színházi Találkozó 2013.[31]

### Nehéz istennek lenni
| Rendező                 | Mundruczó Kornél |
| Bemutató ideje és helye | 2010. május 21. Kunstenfestivaldesarts, Brüsszel (ősbemutató) |
| Koprodukciós partnerek  | Alkantara Festival, Lisszabon, Portugália Baltoscandal, Rakvere, Észtország Culturgest, Lisszabon, Portugália KunstenFestivalDesArts, Brüsszel, Belgium Rotterdamse Schouwburg, Hollandia Theater der Welt 2010, Essen, Németország Théâtre National de Bordeaux en Aquitaine, Franciaország Trafó Kortárs Művészetek Háza, Budapest |
| Szerző                  | Mundruczó Kornél, Bíró Yvette |

Vendégszereplések
- KunstenFestivalDesArts 2010. Brüsszel, Belgium
- Alkantara Fesztivál 2010. Lisszabon, Portugália
- Theater der Welt 2010. Essen, Németország
- Festival de Keuze 2010. Rotterdam, Hollandia
- Novart Fesztivál 2010. Théâtre National de Bordeaux en Aquitaine, Franciaország
- dunaPart – Kortárs Előadóművészeti Platform 2011. Budapest
- POT Fesztivál 2011. Tallinn, Észtország
- Bécsi Ünnepi Hetek 2011. Bécs, Ausztria
- Malta Fesztivál 2011. Poznan, Lengyelország
- La Batie – Festival de Geneve 2011. Genf, Svájc
- La Filature 2011. Mulhouse, Franciaország
- 8. Politika a független színházban – HELLERAU 2011. Drezda, Németország
- Adelaide Fesztivál 2012. Ausztrália
- MESS Nemzetközi Színházi Fesztivál 2012. Szarajevó, Bosznia-Hercegovina
- Arm und Reich Fesztivál 2013. Schauspielhaus Zürich, Svájc
- 47. BITEF Fesztivál 2013. Belgrád, Szerbia
- 27. Nemzetközi Színházi Fesztivál 2019. Pilzen, Csehország
- Nyári Fesztivál 2020. Gyula

Díjak
- Német Szövetségi Politikaoktatási Központ díja – 8. Politika a független színházban – HELLERAU 2011. Drezda, Németország[35]
- Kritikusok Nemzetközi Szövetségénének (IATC) díja – MESS Nemzetközi Színházi Fesztivál 2012. Szarajevó, Bosznia-Hercegovina[36][37]
- MESS Fórum “Luka Pavlovic” díja – MESS Nemzetközi Színházi Fesztivál 2012. Szarajevó, Bosznia-Hercegovina[37]
- MESS zsűri különdíja – MESS  Nemzetközi Színházi Fesztivál 2012. Szarajevó, Bosznia-Hercegovina[37]

### Frankenstein-terv

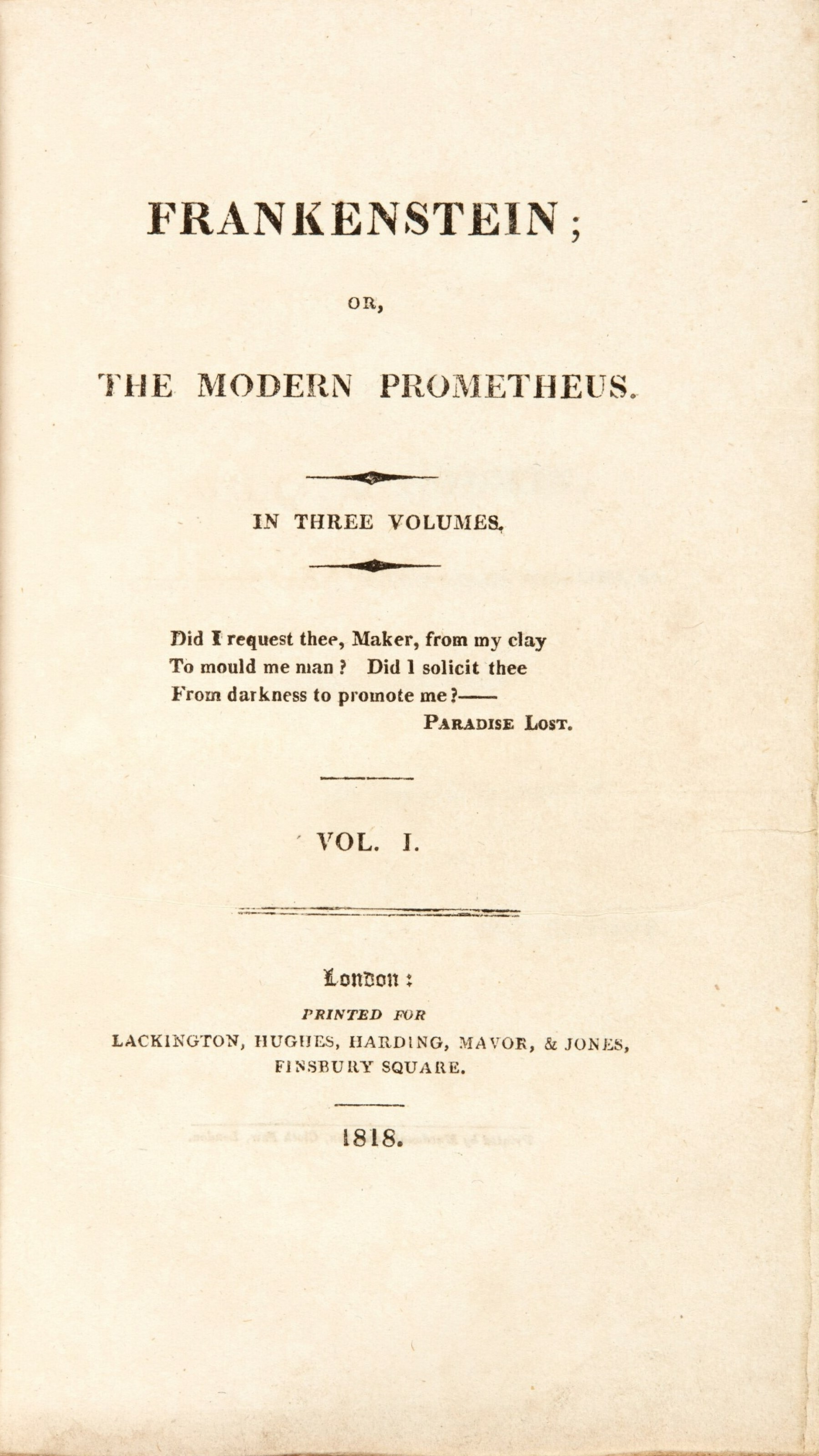
A Frankenstein-terv alapjául szolgáló Frankenstein, avagy a modern Prométheusz című mű 1818-as első kiadása

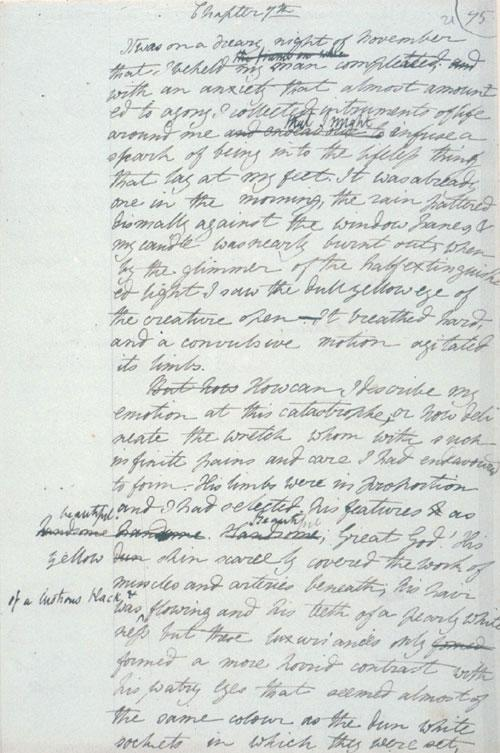
Mary Shelley Frankenstein-kézirata 1816-ból

A Frankenstein-terv eredetileg a Bárka Színház előadásaként jött létre, majd 2009-ben, a Proton Színház megalakulásakor a független társulat önálló produkciója lett.
| Rendező                 | Mundruczó Kornél                                       |
| Bemutató ideje és helye | 2007. október 15. Bárka Színház, Budapest (ősbemutató) |
| Koprodukciós partnerek  |                                                        |
| Szerző                  | Mundruczó Kornél, Bíró Yvette                          |

Vendégszereplések
- Festival Premiéres 2008. Strasbourg, Franciaország
- VIII. Pécsi Országos Színházi Találkozó 2008.
- Neue Stücke aus Europa 2008. Wiesbaden, Németország
- Nyitrai Nemzetközi Színházi Fesztivál 2008. Nyitra, Szlovákia
- Temps d’Images Fesztivál, La Ferme du Buisson 2008. Párizs, Franciaország
- dunaPart – Kortárs Előadóművészeti Platform 2008. Budapest
- Krakowskie Reminiscencje Teatralne 2009. Krakkó, Lengyelország
- KunstenFestivalDesArts 2009. Brüsszel, Belgium
- Bécsi Ünnepi Hetek 2009. Bécs, Ausztria
- Mladi Levi Fesztivál 2009. Ljubljana, Szlovénia
- Naujosios Dramos Akcija 2009. Vilnius, Litvánia
- Homo Novus 2009. Riga, Lettország
- Festival de Keuze 2009. Rotterdam, Hollandia
- 20. Európai Kulturális Napok 2010. Karlsruhe, Németország
- 44. BITEF Fesztivál 2010. Belgrád, Szerbia
- Bo:m Fesztivál 2011. Szöul, Dél-Korea
- Santarcangelo Fesztivál 2011. Santarcangelo, Olaszország
- F.I.N.D. 2013. Berlin, Németország
- Pécsi Nemzeti Színház 2014.
- Transitions Central Europe Fesztivál, Onassis Cultural Centre 2015. Athén, Görögország
- Santiago a Mil Nemzetközi Színházi Fesztivál, 2017. Chile[41][42]

Díjak
- Legjobb előadás – VIII. Pécsi Országos Színházi Találkozó 2008.[43]
- Legjobb női főszereplő: Monori Lili – VIII. Pécsi Országos Színházi Találkozó 2008.[43]
- A közönségzsűri díja – VIII. Pécsi Országos Színházi Találkozó 2008.[43]
- Különdíj – 44. BITEF Fesztivál 2010. Belgrád, Szerbia[44]

### A jég
Az A jég című előadás 2006-ban a Krétakör és a Trafó bemutatójaként jött létre. 2008-tól 2013-ig a Nemzeti Színház tartotta műsoron, ahol Alföldi Róbert, rögtön igazgatói kinevezése után emelte be a repertoárba nyitóelőadásként, részben új szereposztásban, majd távozása után a Proton Színház vette szárnyai alá és újította fel a produkciót 2015-ben a Trafóban.
| Rendező                 | Mundruczó Kornél |
| Bemutató ideje és helye | 2006. szeptember 21. Trafó Kortárs Művészetek Háza, Budapest • 2008. szeptember 26. Nemzeti Színház • 2015. június 2. Trafó Kortárs Művészetek Háza, Budapest |
| Koprodukciós partnerek  | Krétakör Színház Nemzeti Színház Trafó Kortárs Művészetek Háza                                                                                                |
| Szerző                  | Vlagyimir Szorokin |

Vendégszereplések
- Festspillene i Bergen 2008. Bergen, Norvégia
- KONTAKT Nemzetközi Színházi Fesztivál 2009. Torun, Lengyelország
- MESS Nemzetközi Színházi Fesztivál 2009. Szarajevó, Bosznia-Hercegovina
- Bécsi Ünnepi Hetek 2010. Bécs, Ausztria
- Texture Film- és Színházi Fesztivál 2010. Perm, Oroszország
- 19. Nemzetközi Színházi Fesztivál 2011. Pilsen, Csehország
- HELLERAU - European Center for the Arts 2019. Drezda, Németország

Díjak
- Legjobb fiatal művész: Mundruczó Kornél – KONTAKT Nemzetközi Színházi Fesztivál 2009.[51]
- Ezüst babérkoszorú a legjobb közép-európai előadásnak – MESS Nemzetközi Színházi Fesztivál 2009. Szarajevó, Bosznia-Hercegovina[52]
- A zsűri különdíja: legjobb társulat – MESS Nemzetközi Színházi Fesztivál 2009. Szarajevó, Bosznia-Hercegovina[52]
- Avaz Dragon díj – MESS Nemzetközi Színházi Fesztivál 2009. Szarajevó, Bosznia-Hercegovina[52]
- Texture díj – Texture Film- és Színházi Fesztivál 2010. Perm, Oroszország[53][54][55]